# Āvdī
Āvdī (persiska: آودی) är en ort i Iran.   Den ligger i provinsen Västazarbaijan, i den nordvästra delen av landet, 600 km väster om huvudstaden Teheran. Āvdī ligger 2 018 meter över havet och antalet invånare är 121.
Terrängen runt Āvdī är kuperad åt nordost, men åt sydväst är den bergig.Runt Āvdī är det ganska tätbefolkat, med 185 invånare per kvadratkilometer. Närmaste större samhälle är Silvana, 16,7 km sydost om Āvdī. Trakten runt Āvdī består i huvudsak av gräsmarker.